# Fender Musical Instruments

Logo

Fender Musical Instruments Corporation, kortweg Fender, is een Amerikaanse producent van muziekinstrumenten en muziekapparatuur. Het bedrijf is vooral bekend geworden als producent van elektrische gitaren en basgitaren. Hun bekendste instrumenten zijn de Telecaster, Stratocaster, Precision Bass en de Jazz Bass maar ook andere Fenderproducten waaronder de tweed- en blackface-versterkers en de Fender Rhodes (elektrische piano) hebben een toonaangevende rol gespeeld in de popmuziek.
Kenmerkend voor Fender-gitaren is het element dat wordt gebruikt om de trillingen van de snaren op te vangen. Het gaat om zogenaamde "single coil"-elementen (één rijtje met poolstaafjes per element), in tegenstelling tot dual-coil-elementen ("humbuckers"). Het voordeel van de single-coil-elementen van Fender is een helderder geluid; het nadeel is dat dit type elementen nogal eens een zoemtoon produceert.
Fendergitaren en -versterkers worden wereldwijd gefabriceerd, onder andere in de Verenigde Staten, Mexico, Japan, Korea (Squier), Indonesië (Fender en Squier) en China (Fender en Squier).

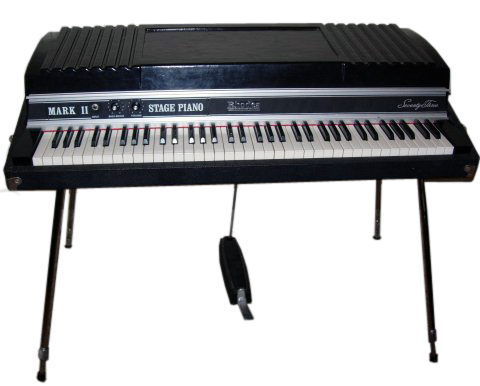
Een Fender Rhodes-elektrische piano

Naast gitaren maakt Fender eveneens elektrische piano's. De Fender Rhodes is een van de bekendste elektrische piano's en wordt nog steeds veel gebruikt in de professionele muziekwereld. In de jaren tachtig werden onder de naam Rhodes ook keyboards geproduceerd.
Fender maakt naast de eerder genoemde gitaren en piano's, ook gitaarversterkers.

## Geschiedenis
De oprichter van het bedrijf, Leo Fender, begon zijn carrière als bouwer van versterkers. Vervolgens maakte hij eenvoudig te produceren lapsteelgitaren, die qua vorm al iets weg hadden van de Telecaster. Zijn eerste model elektrische gitaar noemde hij Esquire. Dit model was leverbaar met één element, of twee elementen. Deze laatste versie kreeg al snel de naam Broadcaster. Nadat Gretsch Fender van merkinbreuk beschuldigde, omdat het al een serie drumstellen uitbracht onder de naam Broadkaster, werd de naam gewijzigd in Telecaster.
Het bedrijf heette vanaf 1946 Fender Electric Instrument Manufacturing Company.
Begin jaren vijftig ontwikkelde Fender een van de eerste elektrische basgitaren, de Precision Bass. Later volgde de Jazz Bass. Fender introduceerde in de jaren vijftig ook de solid body elektrische viool, maar deze werd na enige jaren weer uit de handel genomen wegens gebrek aan populariteit.
In 1965 verkocht Leo Fender het bedrijf aan CBS. De nieuwe naam van het bedrijf werd Fender Musical Instruments Corporation. In 1985 kwam het bedrijf in handen van de staf van het bedrijf zelf, waarbij het bedrijf de huidige naam Fender Musical Instruments Corporation kreeg.
De Fender Musical Instrument Company nam in 2008 de Kaman Music Company over. Deze is onder andere eigenaar van de gitaarmerken Ovation en Hamer, maar ook van Genz-Benz versterkers.
In de voorgaande jaren kwamen ook de merken Jackson, Charvel, Olympia, Orpheum, Tacoma Guitars, Brand X amps, Guild en Bigsby in handen van Fender. Fender bouwt en distribueert ook de gitaren van Gretsch, maar is geen eigenaar van dat merk.

### Stratocaster

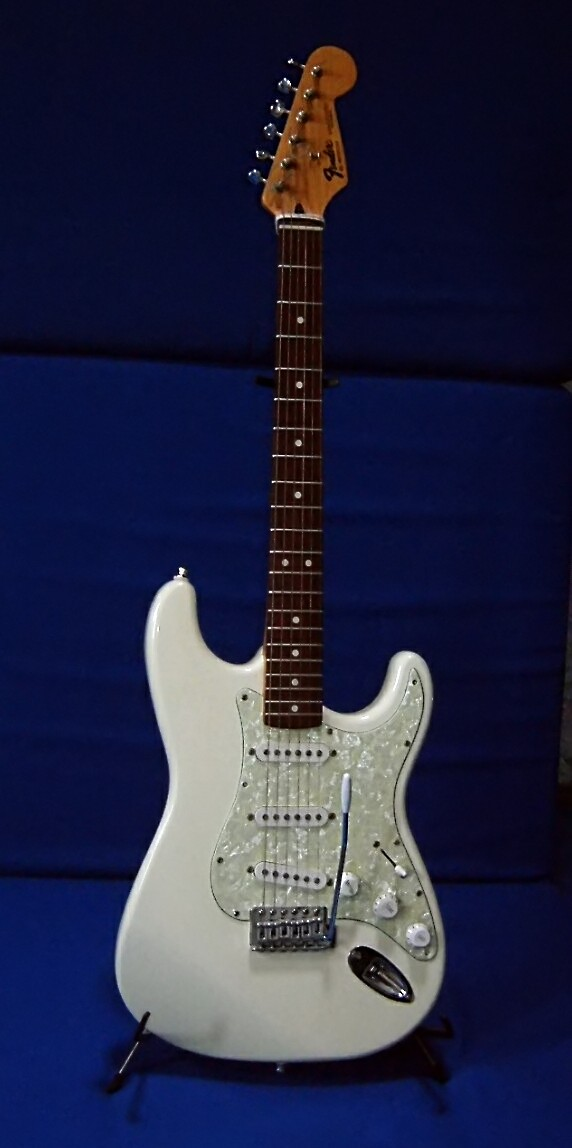
Fender Stratocaster

In 1954 bracht Fender de Fender Stratocaster uit. Dit is veruit de meest verkochte gitaar van Fender. Naast de Les Paul van Gibson is dit de bekendste, meest geïmiteerde en populairste elektrische gitaar. Goedkopere studiegitaren kwamen op de markt, de Fender Duo-Sonic I en II en de Musicmaster. Vervolgens werd ook de Jazzmaster en het short-scalebroertje de Jaguar ontwikkeld. De Duo-Sonic II werd opgevolgd door de Fender Mustang, die een vibrato bevatte in tegenstelling tot de Duo-Sonic. De Mustang werd opgevolgd door de Fender Bronco.
De Stratocaster is in Europa populair geworden door onder andere Hank B. Marvin, sologitarist bij The Shadows. Hij was de eerste gitarist in Engeland die op dit instrument speelde. In Apache (1960), een van de bekendste nummers van The Shadows, is duidelijk het gebruik van de vibrato te horen. Deze vibrato - door Fender abusievelijk "tremolo" genoemd - is een van de verschillen tussen de Stratocaster en de Telecaster.

### Overname door CBS
De overname van Fender door CBS in 1965 had grote gevolgen voor de kwaliteit van de instrumenten. Fender onderging na de overname diverse grote reorganisaties, waarbij de gespecialiseerde geluidstechnici gaandeweg vervangen werden door economische specialisten. De producten van voor de CBS-overname ("pre-CBS") gelden dan ook als waardevoller dan de producten na de overname. In 1985 kwam het bedrijf weer in handen van de staf van het bedrijf zelf en herstelde de kwaliteit zich enigszins.
De gitaren die heden ten dage gemaakt worden wijken echter nog altijd af van de oude gitaren, omdat de oude gitaren ook gebreken hadden. Die gebreken worden door musici die op zoek zijn naar een authentiek 'oud geluid' juist gewaardeerd. Voor oude versterkers geldt iets soortgelijks.

## Squier
Het budgetmerk van Fender is Squier. De Squier-modellen lijken sprekend op Fender modellen. Anders dan bij andere fabrikanten die op Fender gelijkende modellen maken, mag Squier ook de gitaarkoppen (headstocks) exact gelijk maken. De oprichting van dit budgetmerk was een reactie op de komst van goedkope Japanse kopieën van Fender gitaren door merken als Ibanez, Fernandes, en Tokai. Deze bouwden eind jaren 70 relatief goede Stratocasters voor een lage prijs die Fender direct beconcurreerden. Ook concurrent Gibson had hiervan te lijden. Na een aantal rechtszaken moesten de Japanse fabrikanten hun ontwerpen op een aantal punten wijzigen. De vorm van de kop en de merklogo’s mochten niet meer op die van Fender en Gibson lijken. 
De productlijn van Squier kent grote overeenkomsten, zoals bijvoorbeeld de namen van de modellen (Stratocaster, Precision, Telecaster, Jazz Bass etc.) Er zijn een wel aantal verschillen, waaronder de elektronica en de keuze voor goedkopere houtsoorten. Door gebruik van goedkopere componenten en productie in lagelonenlanden is de prijs lager.
In 1982 begon de productie van Squier-modellen bij het Japanse bedrijf FujiGen. De eerste Squier-lijn was de JV-serie (Japanese Vintage), gevolgd door de SQ-serie en de E-serie. De kwaliteit van de eerste Japanse instrumenten onder de naam Squier (tot halverwege de jaren tachtig) bleek echter die van de Amerikaanse Fender-modellen van dat moment te evenaren terwijl ze voor minder dan een derde van de prijs van een Fender werden verkocht. Zo werd Squier onbedoeld een concurrent van Fender. Deze vroege Squiers zijn heden ten dage onder verzamelaars en muzikanten nog steeds erg gewild en zijn daardoor op de tweedehandsmarkt veel duurder dan later gebouwde Squiers. 
Daarna werden de Squiers bewust slechter gebouwd en werd de productie naar Zuid-Korea en later ook naar China en Indonesië verplaatst. De Squiers uit die periode waren meestal van slecht toonhout of zelfs multiplex gebouwd en aan de afwerking werd weinig aandacht besteed. 
In de loop van de jaren 2000 werd de kwaliteit van Squier-gitaren weer beter. Er werden weer betere materialen gebruikt, de frets werden netjes afgewerkt. Er kwamen verschillende lijnen in verschillende prijscategorieën. Toch worden ze beduidend goedkoper gebouwd en afgewerkt dan de 'echte' Fenders. Ook werden er vanaf die periode naast Stratocasters, Telecasters, Precisionbassen en Jazzbassen ook budgetversies van andere Fender gitaren gebouwd. Met deze verbetering volgde Squier de trend op de gitaarmarkt. Er komen sinds de eeuwwisseling namelijk nauwelijks meer slecht bespeelbare elektrische gitaren op de markt.

## Trivia
Na het aangaan van een samenwerking met Gretsch (Fender bouwt en distribueert de Gretsch instrumenten, Gretsch ontwerpt ze) kon Fender een speciale lijn Telecasters met daarop de originele naam "Broadcaster" op de markt brengen.
In 2024 lanceerden Fender en Lautsprecher Teufel een gezamenlijke luidsprekerlijn.